# أوزلم كونكر
أوزلم كونكر (بالتركية: Özlem Conker)‏، ممثلة تركية لها العديد من المسلسلات في تركيا وتألقت في العالم العربي بالمسلسل المدبلج (قصة شتاء) وقد أخذت دور البطولة (سحر) واشتهرت بهذا الاسم.
كما مثلت دور السلطانة بيدار (زوجة السلطان عبد الحميد الثاني ووالدة الأمير عبد القادر) في المسلسل التركي الذي عرض عام 2017 والذي يتحدث عن حياة السلطان العثماني عبد الحميد الثاني المتوفى سنة 1918 م.

## مسلسلاتها
شاركت الفنانة التركية (أوزلم كونكر) بـ 6 مسلسلات وفيلم وهي مشهورة جدا بأدوارها المتنوعة وشخصيتها القوية وأدائها الرائع:
| المسلسل               | سنة العرض | اسمها فيه                 |
| --------------------- | --------- | ------------------------- |
| Rüyalarda bulusuruz   | 2006      | Sinem                     |
| Çapkin                | 2005      | Alev                      |
| kinali kar - قصة شتاء | 2002      | Nazar - سحر Hakim's Lover |
| Vasiyet               | 2001      | Zeliha                    |
| Aynali tahir          | 1998      | Leyla                     |
| Bizim ev              | 1995      | Neslihan                  |

دورها في قصة شتاء Kinali Kar:
تقوم «أوزليم» في قصة شتاء بدور سحر بطلة المسلسل وهي فتاة جريئة، جميلة وقوية الشخصية تعيش في قرية كيناليكار وتقع بغرام علي الذي اتى من المدينة ولكن العادات والتقاليد تجبرها على الزواج من جبار اغا الذي يعاملها بقسوة..

## وصلات خارجية
- أوزلم كونكر على موقع IMDb (الإنجليزية)
- أوزلم كونكر على موقع ألو سيني (الفرنسية)
- أوزلم كونكر على موقع قاعدة بيانات الفيلم (الإنجليزية)